# 刀叉勺

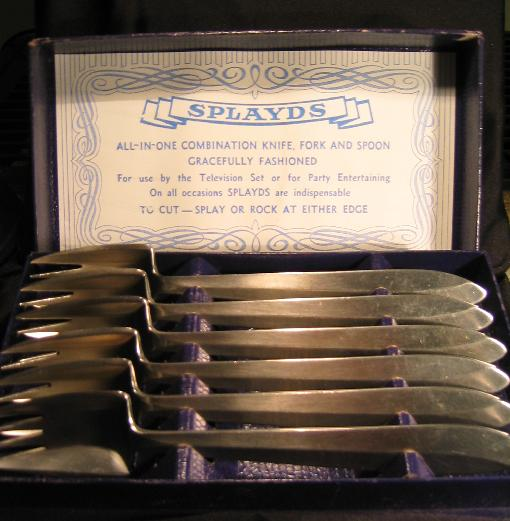
刀叉勺

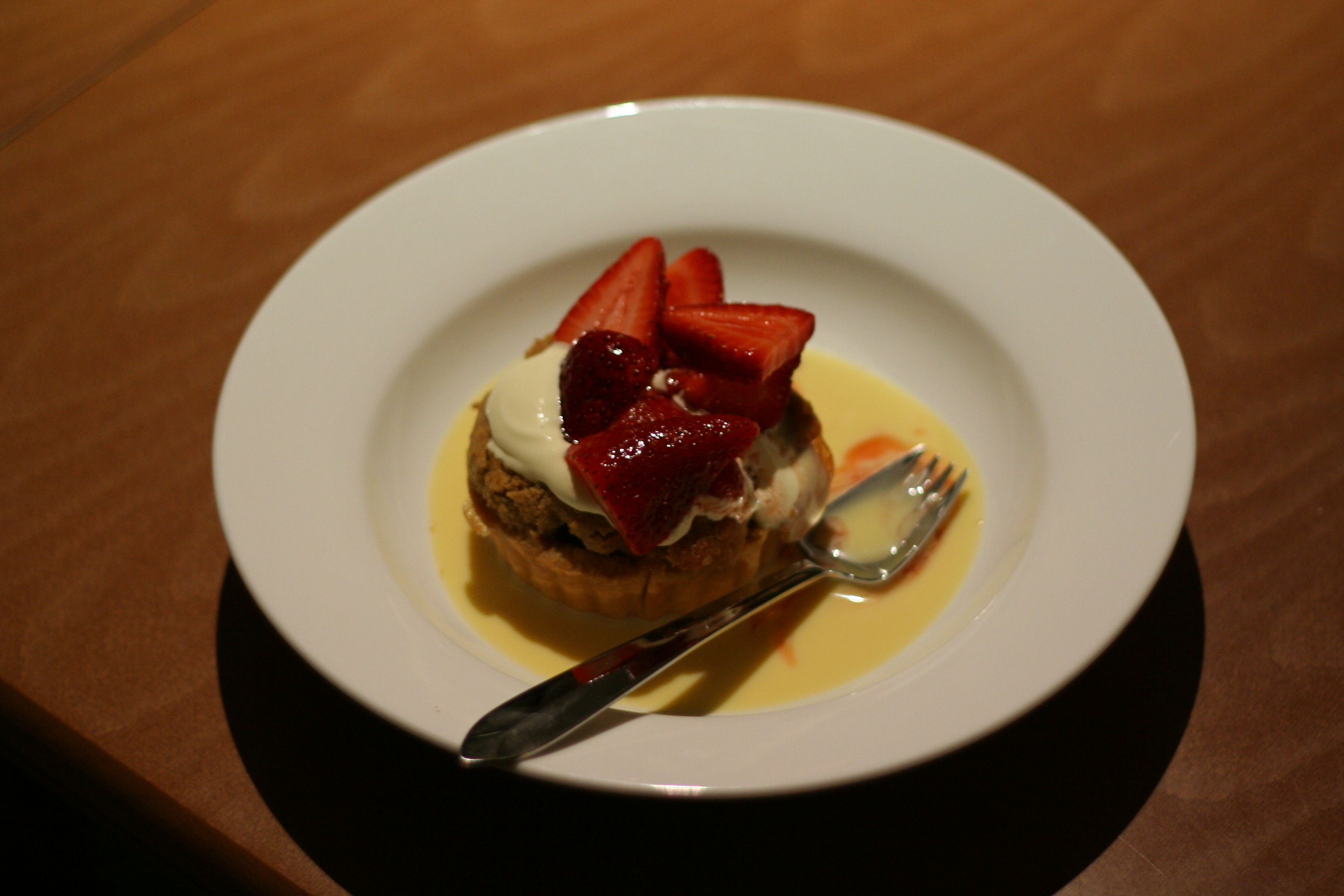
刀叉勺

刀叉勺（Splayd）是一种集匙、餐刀、餐叉功能于一体的餐具。20世纪40年代，威廉·麥克阿瑟（William McArthur）在澳大利亚新南威尔士州悉尼发明了這種餐具。 20世纪70年代，英国引入了這種餐具。 